# TikTok相关争议
TikTok（抖音海外版）作为中华人民共和国科技公司字节跳动运营的短视频社交媒体平台，从创立之初至今，存在着各种争议性事件。

## 收集大量用户数据的争议
2019年1月11日，美国智库彼得森国际经济研究所发布一篇分析文章称，指控中国公司字节跳动旗下的社交媒体应用TikTok与任何其他社媒手机应用一样都会收集大量用户数据。但如果TikTok将搜集的信息传回中国大陸，有可能会成为中国共产党的网络管理机关和中国政府搜集情报的工具，对美国等西方国家构成安全威胁。
2020年5月，尼日利亚非政府组织「法律和权利意识倡议」（Laws and Rights Awareness Initiative）起诉TikTok其数据收集行为违反了《尼日利亚数据保护条例》（NDPR）。
2020年7月15日，韓國廣播通信委員會指控TikTok在未经监护人的同意下，从2017年5月31日到2019年12月6日开始，至少非法收集了6700名14岁以下儿童的个人信息，并将数据转移至海外，对TikTok处于1.86亿韩元（约15.4万美元）罚款。韩国广播通信委员会随着宣布清除所有账号。在TikTok在韩国被罚款的同时，众多名韩星在中国內地的抖音-账号被封。
2021年2月，歐洲消費者聯盟向欧盟委员会提交多项针对TikTok的投诉，指控TikTok的服务条款和版权条款对平台的视频创作者不公平，TikTok的内部货币系统同样具有误导性和不公平性，该公司不履行保护儿童数据并保护其免受伤害的义务，并且其数据收集通知可能违反了通用数据保护条例（GDPR）条款和消费者法律。
2023年5月25日，纽约时报报道，根据其获取的字节跳动和Tiktok内部文件，该企业员工定期在其内部使用的消息和协作工具Lark上发布用户信息。2021年8月，一名英国用户投诉其在该应用程序中受到虐待，为处理投诉，该女性的个人照片、居住国家/地区、互联网协议地址、设备和用户ID被发布于Lark上，根据内部报告和四名现任和前任员工的说法，Lark 上大量的用户数据令一些TikTok员工感到震惊，特别是因为中国和其他地方的字节跳动员工可以轻易看到这些材料，截至去年底，来自 TikTok 的 Lark 数据存储在中国的服务器上。Tiktok发言人Alex Haurek回应称时报看到的文件是过时的，他们正在改变处理美国用户信息的方式。
2023年5月30日福布斯报道，Tiktok将上千Tiktok创作者的敏感数据存储在中国的服务器上，这些数据包括税号、信用卡号和美国创作者的社会安全码等，这些创作者来源于全世界各地。截至5月30日福布斯发表报道时，Tiktok尚未回应福布斯的置评请求。
2024年5月10日，澳大利亚战略政策研究所（ASPI）的一份研究报告，注明Tiktok是中国3个「间谍应用程序」之一，并提及「中国通过各种其他应用程序和游戏在线监控全球互联网用户。这些数据可用于了解用户偏好，影响全球信息感知，并最终增强中国的国际影响力」。
2024年7月27日美国司法部提交给美国法院的法庭文件中称，Tiktok和字节跳动一直在收集美国人关于堕胎、枪支管控、宗教等敏感话题看法的用户数据，并通过Lark将数据存储在中国境内。

## 用户知情权
2024年10月7日，韩国通信委员会宣布将调查TikTok是否可能违反韩国的个人数据保护法，监管机构怀疑该应用程序自动要求用户接收广告，而不是按照韩国法律的要求征求用户同意发送此类内容。韩国通信委员会表示，TikTok可能违反了《信息通信网络促进和数据保护法》，尤其是服务条款和应用程序在获得用户明确知情同意方面存在问题。

## 泄漏軍事情報的可能
作者克劳迪娅·比安科蒂（Claudia Biancotti）认为，令人尤为担忧的是，TikTok在美军的年轻军人中间非常受欢迎，他们上传自拍短视频，拍摄时往往身穿军服，上面的铭牌清晰可见，而拍摄地点在军事设施内，有时是看起来像是战场的地方。

## 內容審查爭議
據《紐約時報》的報道，2019年11月，美國新泽西州一名高中生、17岁的弗罗萨·阿齐兹（Feroza Aziz）在TikTok上傳一段睫毛夾影片中提及有關新疆再教育營的內容，結果該影片遭到刪除，導致阿齐兹的TikTok账号被封禁一月。而字節跳動的發言人喬希·加特納(Josh Gartner)對此解釋說，阿齊茲的TikTok帳戶被封，是因為她用之前的一個帳戶發布了一段包含本·拉登圖像的影片，違反了TikTok針對恐怖主義內容的政策，因此平台禁止了她的帳號和她發布內容的設備。
據德國之聲的報道，TikTok此舉引發外界對其內容審查的爭議。11月28日，TikTok美國公司對阿齐兹賬號解禁並對其道歉。此后TikTok不再执行明显的帖子审查制度，除了在所有平台都必须处理的一些具全球争议性的内容外，很少有在TikTok受到审查的案例。

## 危險行為泛濫 危害兒童青少年
TikTok泛濫大量涉及危險、無知行為的「挑戰」，例如以膠袋套頭、服食大量藥物、以藥物煮食、衝出馬路以肉身擋車等；甚至有直播主會以使用刀械、槍支、危險駕駛等危險行為吸引流量，各地青少年爭相模仿這些影片、挑戰，結果導致死亡或嚴重受傷悲劇。
对于大量未成年或年轻用户来说，TikTok上諸多被炒作出的「挑戰」活動所產生的不良影响，甚至是造成人身危害的案件也被多方關切並質疑。
2024年6月17日，美国医务总监维韦克·穆尔蒂在《纽约时报》发表专栏文章，认为应该给Tiktok等社交媒体贴上警告标签并告知用户（特别是青少年的父母）这些平台可能会损害年轻人的心理健康。
2024年6月19日，美国联邦贸易委员会主席莉娜·汗在社交平台上表示，经调查发现TikTok正在违反或即将违反《联邦贸易委员会法案（the FTC Act）》和《儿童在线隐私保护法案（the Children’s Online Privacy Protection Act）》。8月3日，美国司法部和联邦贸易委员会以违反《儿童网络隐私保护法》为由起诉TikTok及其母公司字节跳动。

## 散播缺德行為
不少TikTok直播主會以對他人進行惡作劇，甚至諸如在食肆舔公用餐具、偷拿餐點、污染餐點等炫耀或博取關注，但這些行為既無公德心，也不衞生。這些缺德行為甚至可能引發破窗效應，吸引更多網民模仿，最終令社會整體公德愈趨敗壞。

## 各地区的审查与限制
截止2023年2月26日全球各地区的审查与限制

hanging indent|

[[File:Censorship of Tik Tok.svg|thumb|290x290px|{{hanging indent|
- 截止2023年2月26日全球各地区的审查与限制
- 在任何设备上均可使用
- 在国家政府设备上被禁用
- 过去曾被禁止所有用户使用
- 当前被“法律上”禁止，但并未强制执行
- 当前被禁止所有用户使用
- TikTok不可用，抖音为本土版本

]]

### 中国大陆
2018年4月份，TikTok官方配合中国大陆的网络审查机制，开始严禁中国大陆地区使用TikTok。与一般封鎖不同，TikTok采取的是断网措施（断网初期，中国大陆电脑网页端用户访问TikTok时会看见一把锁和“找不到页面”的英文提示而非404，之后TikTok直接被防火长城屏蔽，但用户用host的方式依靠中国大陆IP绕过防火长城访问时仍然会看见一把锁和“找不到页面”的英文提示）主要针对阻止中国大陆的用户使用。直接后果就是中国大陆用户在插入中国大陆地区的SIM卡（+86号码）的情况下，使用VPN也无法使用TikTok（无法连接TikTok的服务器，无法加载视频）。即使如此，网上依旧有很多解决方法。目前最广泛的解决方法是将中国大陆地区发行的SIM卡拔出、打开飞行模式或者是更换成其他国家发行的SIM卡，也可以在不拔卡的情况下利用模块或者中间人攻击改写数据来伪造归属地。同时中国网络上也存在大量的破解版TikTok，破解版TikTok可以正常观看视频，但是电话号码限制没有被破解，用户无法通过手机号码登录，但可以通过第三方账号登录。
2022年8月12日，中央网络安全和信息化委员会办公室根据互联网信息服务算法推荐管理规定，发布互联网信息服务算法备案信息，这意味着字节跳动将算法与中国政府进行了备案，引发有关公司机密与公司隐私的争议。

### 香港
2020年7月，TikTok因《港版国安法》的出台而撤出香港，字节跳动中国CEO张楠表示，（中国版）抖音在香港有很多用户，将继续为香港用户提供服务。
撤出香港地区后，TikTok从香港区应用商店下架，同时对香港地区的用户采取了跟中国大陆相同的封鎖方式，但与中国大陆用户的直接断网或显示找不到页面的英文提示不同在于，香港用户当进入软件之时会看到宣布终止业务的公告弹窗。
2023年6月，字節跳動前高層指控字節跳動中共黨委成員都是「超級用戶」，能查看所有後台數據，並於2018年憑藉該公司的數據來識別和定位香港民主派。不過字節跳動否認相關指控。

### 台灣
2022年12月5日，數位發展部禁止行政院及其所屬部會的資通設備及所屬場域使用抖音或TikTok，理由是抖音或TikTok屬於危害國家資通安全產品。台湾行政院表明，将协调四大院禁用抖音，违规公务员将按规定惩处。不过，相关限制并不禁止民间及个人在私人的设备上使用抖音和TikTok。

### 印度尼西亚
2018年7月3日，印尼通信与信息技术部認為TikTok因“存在大量不良内容，对青少年儿童的成长非常不利”，而下令全网封鎖該app。於是，TikTok随后在印尼设立联络处，在當地组建20人规模的审查团队，负责TikTok的内容管治以及和印尼政府的沟通。同年7月10日，TikTok在印尼獲得解禁。

### 印度
2019年2月，一名印度立法者呼吁印度联邦政府封杀这款应用，他称TikTok会导致该国年轻人“文化堕落”。印度议员萨米马·安萨里（Thamimun Ansari）和泰米尔纳德邦信息技术部长曼尼坎丹（M Manikandan）也要求联邦政府封禁TikTok。据媒体报道，有多名印度网民因为在TikTok遭遇网络霸凌而自杀。
2019年4月3日，马德拉斯高等法院以TikTok涉嫌传播色情信息危害儿童为由要求印度中央政府下令禁止下载TikTok。TikTok开发商字节跳动就此项禁令向印度最高法院提出上诉。4月16日，印度电子和通讯技术部要求谷歌和苹果从应用程序商店中删除TikTok应用软件，但是已下载的用户仍可继续使用。4月25日，印度撤销对抖音海外版TikTok的禁令，Google Play和App Store可恢复上架。TikTok在印度被封殺期間，損失新用戶達1500萬，4月份全球下載量更是相比3月下跌33%，封杀期间平均每日损失约50万美元。印度用户只能使用Facebook、Twitter和YouTube。
印度发布指责抖音属于“反犹太主义”，并且把抖音称作境外敌对势力企图颠覆印度政权的工具。與推特助攻顏色革命相似，海外版TikTok不少有著反政府人士使用來組織本地抗議行動，
2020年6月29日，中印两国在边境爆发冲突，致使20名印度军人死亡后，印政府以國家安全和隱私疑慮為由，禁止民众59種中國手機應用程式，當中包括TikTok。印度是TikTok全球份额最大的市场，自2017年面世以来，TikTok在印度产生近6.6亿次安装；而印政府此轮制裁会使得TikTok下半年再损失1亿到1.5亿次新安装。
印度政府宣布禁令后，TikTok从印度区应用商城下架，同时对印度地区的用户采取了跟中国大陆相同的封鎖方式，不同的是印度用户进入软件时会看到宣布暂停业务的公告弹窗。

### 美國
2019年11月，特朗普政府称将对TikTok母公司字节跳动在2017年收购美国社交媒体应用musical.ly展开国家安全审查。
2019年12月17日，美国海军以TikTok应用构成网络安全威胁为由，禁止在政府的移动设备上使用TikTok。在政府移动设备安装了TikTok软件的用户不能进入美國海军陆战队的内部网络，亦不能在身穿軍服時使用TikTok。
2020年1月，美國陸軍亦宣佈禁止在政府分發的手機上安裝TikTok。
2020年7月7日，美国国务卿迈克·蓬佩奥在接受福斯新闻频道主持人勞拉·英格拉漢姆采访时，表示中国的社交媒体应用将用户的个人信息交给中共政府，正考虑封杀，“尤其是TikTok”。对此，TikTok发言人澄清公司一直致力于保护用户的隐私安全，从未向中国政府提供任何用户信息。消息指，字节跳动为了应对美国可能的彻底封杀，已考虑将TikTok分拆为独立的美国公司。不过，白宫贸易顾问彼得·纳瓦罗表示，即使TikTok打算分拆也无法改变白宫制裁的决心。美国总统唐纳德·特朗普向记者透露他计划最早于8月1日利用行政命令或其他手段强制TikTok停止在美国的一切业务。然而， 泛大西洋投资和红杉资本等投资者与美国财政部等监管机构讨论相关收购事宜，同时微软公司也一度考虑收购TikTok，用作LinkedIn的补充业务，字节跳动则希望未來TikTok被收購後可以保留少量股权，不過美国总统唐纳德·特朗普反對收購，微軟的收購談判一度暂停，不過很快微軟宣佈重啟收購計劃。
2020年8月3日，特朗普在白宫记者会上又称，在9月15日前TikTok必须要卖给美国公司，否则将迫使其“关门大吉”。除此之外，特朗普还提出，TikTok的这笔交易中应上交相当一大笔“佣金”至美国国库，“因为是我们让这笔交易成为可能”。8月6日，美国参议院通过一项议案，禁止联邦雇员在政府提供的设备上使用TikTok。8月7日，美国总统特朗普签署两项行政命令，禁止受美国司法管辖的任何人或企业与TikTok的母公司字节跳动以及微信母公司腾讯进行任何交易。这两项命令於45天后生效。母公司字节跳动其后发表声明，表示将全力采取一切可行的措施，确保公司和用户获得公正的对待，如果美国政府不能给予公正对待，将诉诸美国法院。8月8日，俄羅斯外交部發言人玛丽亚·扎哈罗娃谴责美國打压TikTok。中國外交部發言人表示在全球化的浪潮下，科技交流與合作應該「百花齊放」，美國出於私利而「揮舞封禁大棒」的做法只會作繭自縛，損人利己。8月14日，美國總統特朗普发布行政令，要求字节跳动在90天内剥离TikTok。8月24日，TikTok就美国总统特朗普的禁令起訴特朗普政府。
2020年8月27至28日左右，有消息指字节跳动有意以300亿美元剥离出售TikTok在美业务，买家可能为微软及沃尔玛；8月28日，中华人民共和国商务部及科技部联合发布《中国禁止出口限制出口技术目录》修订，将被认为与抖音业务技术相关的“基于数据分析的个性化信息推送服务技术”列入目录中；8月30日，字节跳动发表声明，“公司将严格遵守《中华人民共和国技术进出口管理条例》和《中国禁止出口限制出口技术目录》，处理关于技术出口的相关业务。”
2020年9月，特朗普政府指责TikTok是共产党的“喉舌”。
2020年9月13日，微软公司在官网发布声明称，字节跳动決定不会将TikTok美国业务出售给微软，並選擇甲骨文公司为可信技术提供商。9月19日，美國總統特朗普表態支持TikTok与甲骨文以及沃尔玛的合作。根據三方協議，字節跳動依舊對TikTok有控制權，而甲骨文对TikTok美国的源代码拥有安全检查权限。
2020年9月20日，美國的應用商店原計劃於當日全面下架TikTok，但下架日期又推遲至當年9月27日。9月27日，美国哥伦比亚特区联邦地区法院裁决，暂缓实施美国政府下架TikTok的行政命令。11月12日，美國商務部表示，為服從法院判決（指上个月美国费城地区法官Wendy Beetlestone在审理几位网红提告时所做的裁定。三位TikTok网红：单口说笑演员Douglas Marland、时尚达人Cosette Rinab和音乐人Alex Chambers；不满TikTok要被禁用，在费城提起诉讼），將不會執行原本要關閉TikTok的行政命令。11月25日，特朗普政府同意将字节跳动剥离TikTok在美国业务的期限延后7天。12月7日，华盛顿特区联邦地区法院法官尼科尔斯（Carl Nichols）否決美国商务部对TikTok的限制措施。
2021年2月10日，美国政府要求联邦法院暂停TikTok禁令。6月9日，美國總統拜登撤銷特朗普時代禁止TikTok的行政命令。6月21日，美国商务部撤销对TikTok的禁令。
2022年6月17日，buzzfeed报道，据80起TikTok内部泄漏的会议录音，包含来自9名不同TikTok员工的14份声明显示，至少在2021年9月至2022年1月期间，tiktok美国的用户数据被来自中国的员工多次访问，这些录音带表明，该公司可能误导了立法者、其用户和公众，因为它淡化了存储在美国的数据仍然可以被中国员工访问。同日TikTok与甲骨文达成协议，将美国区的受保护信息保存在甲骨文的服务其中，当前受保护信息包括哪些信息尚不明确。
2022年6月30日，在buzzfeed爆料，中国员工可以访问美国用户数据信息并出示相关证据后，TikTok首席执行官周受资在回复九名美国参议员的信函中承认TikTok部分中国员工可以访问美国用户数据信息。
2022年7月14日，美国国会中的共和党議員要求tiktok提供有关内部通讯和提及其母公司字节跳动数据存储做法的文件，并于7月21日之前向委员会的工作人员介绍数据共享做法。
2022年7月29日，据彭博社看到的TikTok内部通讯显示，早在2020年4月一家负责公共关系的中国政府试图在TikTok上开设一些不会被“公开视为政府账户”的账户用于针对西方受众进行宣传“中国最佳的一面”，据报道，该公司高层考量后拒绝了中国政府这一次的“敏感”要求。
2022年8月5日，为报复時任美国联邦众议长南希·佩洛西访问台湾，中国外交部宣布對其及其直系亲属进行制裁，当被问及家人对中国制裁的反应时，佩洛西的外孙保罗·沃斯（Paul Vos）在一封电子邮件中说：「我应该感到害怕吗？他们会怎么做？取消我的TikTok？郑重声明，我甚至不在TikTok上！」。
2022年8月19日，一位安全研究人员发现IOS端的TikTok app在使用内建浏览器打开网页时，会监听所有用户输入和屏幕内容。TikTok回应称此举是为了调试、故障排除和性能监控。2023年3月23日，TikTok首席执行官在美国国会听证会上就TikTok监控用户键盘输入争议时做出回应，称“该行为是为了识别机器人，是为了安全目的，这是标准的行业惯例”。
2022年10月20日，福布斯报道称，TikTok的母公司字节跳动计划使用TikTok来监听特定美国公民的实际位置，报道中称，这个决定是TikTok的一个中国团队做出的，由常驻北京的高管宋叶领导。TikTok回应称并未收集精确的GPS位置且不针对美国政府的任何成员、活动人士、公众人物或记者
2022年11月28日，南达科他州州长以TikTok與中國有關為由禁止該州政府雇员和合同工在州设备上访问TikTok。
2022年12月13日，在联邦调查局局长克里斯多福·瑞伊於11月提出TikTok對國家安全的疑慮後，猶他州和阿拉巴馬州在州政府和網絡設備上禁止TikTok。早前，德克薩斯、南达科他、印第安納州已經采取了類似的做法，截至20日，已有約19州祭出相同禁令。
2022年12月22日，TikTok 发言人布鲁克奥伯韦特向 CNN 证实其母公司字节跳动的四名员工非法访问了两名用户的隐私数据，该两名用户分别为福布斯的记者和BuzzFeed记者，四名员工中，有两人在中国，两人在美国，其中一人已经辞职，其余三人被开除。发言人称，从记者账户中获取的个人数据包括 IP 地址。
2022年12月27日，众议院首席行政事务官（CAO）表示，TikTok被认为是“由于许多安全问题而具有高风险”，必须从众议院管理的所有设备中删除。
2023年1月9日，新泽西州和俄亥俄州宣佈禁止在州政府拥有和管理的设备上使用TikTok。
2023年2月27日，美國白宮要求政府机构在30天的期限內卸載联邦设备和系统上的TikTok。
2023年3月10日，一位TikTok前员工转为举报人会见了多位美国参议员，称其担心TikTok保护美国用户数据的计划不足以阻止可能的中国间谍活动。他声称，其担任工作的一部分让他负责了解哪些员工可以访问某些工具和用户数据。举报人在接受《华盛顿邮报》采访时表示，该公司的“得克萨斯计划”还远远不够。这些指控是在另一位举报人对TikTok美国用户控制提出担忧几天后提出的。TikTok发言人驳斥了举报人的指控，称举报人批评的项目直到他离开公司后才完成。
2023年3月15日，美国政府要求TikTok母公司字节跳动出售TikTok资产，否则考虑禁止其在美国的运营。对此，中国商务部3月23日表示:“出售或者剥离TikTok涉及技术出口问题，必须按照中国的法律法规履行行政许可程序。”
2023年3月22日，约30位TikTok内容创作者聚集在美国国会大厦外呼吁保留TikTok。
2023年3月23日，TikTok的首席执行官周受资前往美国国会就数据安全、国家安全威胁等问题接受众议院能源和商业委员会的质询。听证会共约五小时，听证会中美国立法者与TikTok首席执行官周受资未就TikTok的诸多争议达成谅解。开场辩白中，议员就TikTok母公司字节跳动中诸多高管的中国共产党党员身份进行了质疑，认为该公司无法拒绝中国政府的影响，周受资回应称字节跳动是一家全球企业，受制于投资人和董事会，并将美国用户数据保存在美国由美国人管理。议员Bob Latta询问TikTok在中国的员工能否访问到美国的数据，周受资回应称：“得克萨斯计划（英語：Project Texas）完成后，答案是否定的”，并简述了TikTok与甲骨文的合作与得克萨斯计划，而此举没有打消议员的疑虑，议员以得克萨斯计划并不真正会有用回击。议员Neal Dunn就美国记者被监控一事询问字节跳动是否在北京指导下监视美国公民，周受资回应称：“我不认为间谍一词是描述这件事的正确方式...这是一项内部调查”。议员Tim Walberg询问今天北京的字节跳动员工是否仍可以访问美国用户数据，周受资回应称：“我们依赖于全球互操作性。我们在中国有员工。所以是的，中国工程师确实可以访问全球数据”。但其否认中国政府能够获取美国的用户数据，并借Facebook-剑桥分析数据丑闻对关于TikTok使用用户数据的查问作出了回击。议员还就周受资的透明度与其在小米任职期间进行的关键词审查，TikTok的数据安全风险，内容审核制度，对青少年和美国人价值观的影响和字节跳动董事会中中国政府持有黄金股等事项进行了攻击。
3月24日，中国外交部表示，中国政府从来没有也不会要求企业或个人以违反当地法律的方式为中国政府采集或提供位于外国境内的数据、信息和情报。
2023年4月15日，蒙大拿州立法者通过法案，禁止TikTok在蒙大拿州运行。禁令从2024年1月1日起生效。蒙大拿州用戶無法在google play和app store上下載TikTok。违反禁令的應用商店将收到每天1万美元的罚款。一群TikTok创作者隨即就蒙大拿州禁令起诉该州检察长。5月22日，TikTok公司同樣对蒙大拿州的禁令提起诉讼。
2023年5月12日，Titkok母公司字节跳动前高管指控字节跳动在创立初期从竞争对手Snapchat和Instagram的平台上窃取内容，还称该公司是“中共相当有用的宣传工具”。根据余尹涛（Yintao Yu）于5月12日提交至旧金山一家州法院的诉状，其于2017年8月至2018年11月期间担任字节跳动美国业务的工程部主管，余尹涛之所以被解雇，是因为他对通过窃取其他公司知识产权牟利的“全球性计划”提出了担忧，其还宣称“字节跳动在北京的办公室设有一个特殊党组织，负责监控该公司的应用程序”，该组织对所有数据都拥有最高访问权限，甚至存储在美国的数据。同日，字节跳动在一封电子邮件中表示，该公司“强烈反对我们认为是毫无依据的主张和指控”，并称：“尹涛在字节跳动工作了不到一年，于2018年7月被解雇。在本公司短暂在职期间，他开发了一款名为Flipagram的应用程序，该应用多年前就因商业原因停止运营”。2023年6月6日，原告指控中国共产党获得了TikTok香港用户的用户信息。
2023年6月7日，美国参议员Richard Blumenthal和Marsha Blackburn就福布斯先前发布的一篇关于TikTok在中国存储美国传作者财务信息的报道去信TikTok首席执行官周受资，要求其解释TikTok称先前报道为“误导或不准确”的原因。
2023年8月16日，纽约當局以安全问题为由，禁止在所有的政府设备上使用TikTok。
2023年11月30日，美国蒙大拿地区联邦地区法院米苏拉分院法官发出初步禁止令，暂时禁止蒙大拿州实施针对TikTok的禁令。
2024年2月，拜登竞选团队开设TikTok账号，以吸引年轻选民。
2024年3月7日，美国众议院能源和商业委员会通过了由众议员麦克·加拉格尔和拉贾·克里希纳穆尔蒂提出的《保护美国人免受外国对手控制应用程序侵害法案》（Protecting Americans from Foreign Adversary Controlled Applications Act）。若法案获得通过，对于被视为美国敌对国家控制的社交媒体平台，美国总统有权将其定为国家安全威胁。若被定为国家安全威胁，有关平台需要在180天内切断与美国敌对国家的所有联系，否则会被禁止在应用程序商店上架，美国企业也不得为其提供网络托管服务。虽然法案未直接提及TikTok，但提出该法案拉贾·克里希纳穆尔蒂在声明中重点提到了TikTok。法案一旦通过，TikTok必须与母公司字节跳动脱离任何关系，否则不能在美国提供服务。法案表决前夕，TikTok向所有用户推送开屏广告，鼓动用户致电所在选区的众议员，向他们表达对该法案的不满。3月13日，法案在美国国会众议院以压倒多数（352票支持、65票反对）通过，该法案需得到国会参议院的通过，之后提交给美国总统拜登批准。针对该法案，特朗普一改以往的立场，表明反对禁止Tiktok，指“没有 TikTok，你会让Facebook壮大，我认为Facebook是人民的敌人”。 他的竞选团队没有加入TikTok，但他对共和党人拥有巨大影响力。4月20日，美国国会众议院以360票对58票的投票结果通过了《21世纪以实力求和平法案》（H.R. 8038）。该法案明確要求TikTok的母公司字節跳動在一年内出售其股份，否则TikTok将面临禁令。4月23日，該法案又獲得參議院通過。4月24日，法案由拜登签署生效。5月7日，TikTok就該法案起诉美國联邦政府。
2024年12月6日，美國哥倫比亞特區聯邦巡迴上訴法院駁回TikTok的上訴，維持TikTok在2025年1月19日前「不賣就禁」判決，認為美國政府有權禁止TikTok，因為TikTok的中國母公司字節跳動可能在中國政府壓力下提供美國1.7億用戶數據，對美國構成國家安全風險，禁令未違反美國憲法第一修正案所保護的言論自由。上訴法院作出裁決後，美國國會兩黨議員均對判決表達支持，美國眾議院中共問題特設委員會主席約翰·穆勒納爾稱法院判決是「美國人民和TikTok用戶的勝利，也是中國共產黨的損失」。字節跳動隨即向美國最高法院提出上訴，同時請求哥倫比亞特區巡迴上訴法院暫緩Tiktok法案的執行，等待最高法院審議，這樣好將案件拖延至特朗普第二任期，但這一要求被上訴法院駁回。12月17日，美國最高法院裁定「不賣就禁」的規定並不涉及侵害言論自由的問題，並認同字节跳动可能會遭受「外國敵對勢力」控制，因此美國聯邦政府可基於國家安全風險而立法強制售賣TikTok。12月27日，曾經在競選期間反對禁用TikTok的美国候任總統唐纳德·特朗普提交了一份诉讼摘要，要求美国最高法院暂停執行該法律。
2025年1月17日，美国最高法院维持联邦法院之前作出的从1月19日起在全美下架TikTok的裁決，除非字节跳动做出从TikTok撤资的决定。
2025年美國东部時間1月18日晚上22点30分（北京时间1月19日上午11点30分），字节跳动终止了TikTok对美国用户的服务，美国用户無法在TikTok上閱覽短視頻。除非使用特别技术手段外，大多数美国用户在打开TikTok时会和香港及印度用户一样看见停止服务的提示。TikTok停止服务的提示在提及TikTok停止服务的同时还提及到美国后任总统特朗普可能会与TikTok合作解决TikTok问题的事宜。同時TikTok从App Store和Google play的美國區下架。但在美国西部时间1月19日早上9点30分，在美国候任总统特朗普对TikTok的美国业务涉事公司合法运营做出必要的澄清和法律保证后不久，TikTok又恢复了对美国用户的服务。TikTok方面对特朗普的保证表示感谢。
2025年1月20日特朗普上台後，将TikTok「不卖就禁」法令暂缓75天执行。
2025年2月14日，TikTok于美区App Store和Google Play商店恢复上架。有消息指中美尚未达成协议仍在谈判。
2025年3月26日，特朗普总统暗示他可能会降低对中国的关税，以就TikTok的出售达成协议。4月4日，特朗普宣布，他将再次给予TikTok“不卖就禁用”法律75天宽限期。字节跳动公司发布声明称，公司仍在与美国政府商谈之中，未达成任何协议。6月17日，白宫新闻秘书莱维特发布声明称，特朗普将于该周内签署行政命令，再次延长TikTok禁令最后期限90天，直至9月中旬。

### 荷兰
2020年5月8日，荷兰数据保护局宣布展开调查在2019冠状病毒病疫情期间，TikTok是否充分保护了荷兰儿童的隐私， 以及检查TikTok在儿童安装和使用该应用程序时提供的信息是否易于理解，并充分说明如何收集，处理和使用其个人数据。同时研究TikTok是否有征得父母同意才能收集，存储和使用孩子的个人数据。

### 法国
2020年8月11日，法国数据隐私监管局（CNIL）在5月收到针对TikTok的投诉后，已开始对TikTok进行初步调查。到了8月，CNIL发言人表示，调查范围已扩大到涉及与透明度有关TikTok如何处理用户数据的问题；TikTok用户的数据访问权限；欧盟以外的用户数据传输；TikTok如何采取步骤和措施，以确保未成年人的数据得到充分保护。
2020年10月1日，法新社宣布与TikTok签署合作协议，推出事实查证計畫。法新社事实查证小组将检查在菲律宾、印尼、巴基斯坦、澳洲及纽西兰境内上传到TikTok平台上的影音是否具有潜在错误或误导内容，以阻止错误消息透过TikTok短影音平台散播。在审查TikTok有问题的内容时，法新社保有完全独立的编辑权。
2023年1月，法国国家信息与自由委员会（CNIL）调查得出，TikTok在用户追踪政策上存有疏漏 ，其网站没有为用户提供拒绝计算机跟踪器cookie的便捷程序，也没有向用户充分说明公司使用cookie的政策，对TikTok处于500万欧元的罚款。

### 巴基斯坦
2020年10月9日巴基斯坦电信管理局（PTA）以收到大量对TikTok应用上不道德和不雅内容的投诉，决定对其实施封鎖。不過在同年10月20日，巴基斯坦方面表示，在TikTok公司保證阻止“低俗”和“非法”內容傳播後，巴方解除對TikTok的禁令。
2021年3月11日，巴基斯坦高等法院針對TikTok传播不雅內容违背巴基斯坦的道德标准和价值作出裁決，宣布即日实施封鎖，并下令国内网络服务供应商立即将TikTok下架。
2021年7月21日，TikTok在巴基斯坦第四次被禁，巴基斯坦監管部門表示，TikTok上有不合時宜的視頻。11月20日，禁令得到解除。

### 意大利
2021年1月，西西里岛巴勒莫市一名10岁女孩用手机在TikTok上拍摄自己窒息的过程，最終喪命。而該女孩年龄低于TikTok的最低13岁限制，卻能順利註冊使用TikTok。1月22日，意大利个人数据保护局宣布暂时禁止年龄无法保证的用户访问TikTok，封鎖措施持續至2月15日。在2月15日之前，TikTok必須進行整改。
2024年3月14日，意大利监管机构以TikTok对未成年人用户保护不力為由罚款TikTok1千万欧元。

### 丹麦
2020年6月30日，丹麦数据保护局宣布对TikTok进行调查，以确定TikTok应用程序是否符合欧洲隐私规则。 丹麦数据保护局在声明中表示希望知道TikTok是否根据欧洲联盟的通用数据保护条例（GDPR）为未成年用户提供特殊保护。
2023年2月28日，丹麦议会敦促所有国会议员卸载TikTok，理由是存在间谍风险。丹麦议会议长索伦·加德表示，已向179名国会议员和员工发送一封电子邮件，强烈建议删除安装TikTok 应用程序。丹麦工程协会亦呼吁禁止在公共部门用于官方通信的所有电话上使用该应用程序的功能。丹麦国防部随后亦以TikTok存在网络风险而采取相同措施。

### 俄羅斯
2021年俄罗斯反普京示威中，TikTok起到了推动年轻人参加反对派抗议的作用，TikTok因而被俄罗斯政府威脅處以罰款，並指控在煽動反政府抗議扮演了重要的角色，原因是TikTok以及美國社交媒體等一票網站拒絕刪除用戶發布的反政府內容，隨後俄國正式起訴這些公司。
2022年俄羅斯入侵烏克蘭時，歐洲數碼調查機構「Tracking Exposed」報告指出，TikTok在俄罗斯對內容採取限制，導致俄烏戰爭以來俄羅斯用戶無法再訪問平台內近95%的內容：報告調查發現包括世界衛生組織和聯合國等在俄境外的機構賬戶，所發布視頻在俄羅斯都不能顯示。「TikTok尚未公開宣布這些變化......這是全球社交媒體平台首次以這種規模限制對內容的訪問」，報告亦補充指：「有關變化可能會對現實世界產生毀滅性的後果。」。10月4日，TikTok以未能删除有关LGBT内容而被俄罗斯网络监管机构处以300万卢布的罚款。

### 緬甸
2021年緬甸軍事政變後，緬甸軍政府對多個社群媒體實施管制，並禁止了Facebook的使用，因此言論相對開放的TikTok，下載量在當地急速上升。但根據《路透社》報導，緬甸信息通信技術促進發展組織（MIDO）指出，在流血衝突遽增之際，疑似緬甸軍方也開始利用TikTok，對抗TikTok抗议者社区，在平台上發出死亡威脅進行心理戰，MIDO的內部人員指出，自從2月的政變開始之後，截至目前為止，相關內容的影片就有800多則。TikTok表示查核後該影片違反涉及暴力的社群規定，會將緬甸軍方的相關恐嚇影片下架。也有部分人为了躲避缅甸军方的骚扰，一些抗议者开始使用中国版抖音进行抗议活动。
另外隨著反華宣傳的提高，雖然TikTok一般不會管控涉及政治的內容，但造成緬甸人懷疑中國公司的形象，擔心會受到官方影響開始箝制反對派言論自由，使得TikTok的品牌在緬甸的長期信心受到新的挑戰。

### 德国
2022年3月，德国三家公共广播NDR、WDR和ARD的一份研究报告指出，TikTok屏蔽了包含纳粹、LGBTQ文化和网球選手彭帅有关德语词汇的帖子。「色情」和“性”这类的词汇也被屏蔽， 这有可能是为了保护未成年人。然而，诸如“男同”、“同性恋者”、“LGBTQ”这样的词同样被屏蔽。其他被部分屏蔽的词还有“变性人”和“流亡政府”。 另外，“奥斯威辛”、“国家社会主义”（纳粹主义）等词也被屏蔽了。在德国文化中，对于大屠杀的了解和反思是非常重要的内容。在回应媒体问询时，TikTok答复，“我们建立了自动过滤潜在有害评论的机制”，并称正在全速工作，对程序进行改进。
与此同时，TikTok推荐视频内容的可信度也受到了质疑。2022年俄罗斯入侵乌克兰期间，反虚假资讯机构NewsGuard发表了一份研究称，TikTok将用户引向有关乌克兰战争的假新闻。这份研究称，即便用户没有搜索乌克兰战争的相关内容，仍会收到有关战争的假新闻。NewsGuard在其研究中称，大量证据显示，TikTok缺乏有效的内容标签和审核，再加上它善于通过推送内容吸引用户，让该平台成为传播虚假信息的肥沃土壤。

### 欧盟和歐洲議會
2022年11月23日，欧盟委员会主席冯德莱恩回应欧洲议会议员发来的一封信，信中表达了对欧盟用户数据被发送到中国的担忧，冯德莱恩证实了欧盟正在就TikTok展开多项调查，调查内容主要包括：数据向中国的传输、处理未成年人数据的情况、针对未成年人的定向广告等。早前，TikTok修改了其隐私条款，使欧盟用户的用户数据可以被其中国员工所获取。
2023年2月，欧盟委员会和歐盟理事會以网络安全为由，宣布禁止员工在办公设备上安装TikTok。
2023年2月28日，欧洲议会决定禁止其员工手机下载TikTok。
2024年2月10日，欧盟就Tiktok对未成年人的风险对Tiktok展开调查，其认为Tiktok为应对DSA所做的改变不足以保护未成年用户。
2025年5月，因涉嫌将欧洲用户数据传输至中国，违反欧盟《通用数据保护条例》（GDPR），TikTok被爱尔兰数据保护委员会处以5.3亿欧元的罰款。

### 阿富汗
2022年4月，阿富汗塔利班政府宣佈禁止民眾使用TikTok，理由是TikTok會誤導年輕一代。

### 马来西亚
2022年马来西亚大选中，许多亲国民联盟人士利用TikTok散播五一三事件以煽动种族和宗教情绪。2022年12月7日，数码通讯部长法米在一场记者会表示有1126部视频内含挑衅和极端主义的视频而被TikTok下架。
2023年2月底，TikTok被一名推特用户举报，指TikTok版主可以使用未公开的促销工具来决定哪些内容会像病毒一样传播开来，包括政治广告，并可能影响了第15届大选的演算法，使其对国民联盟有利，并且有TikTok前员工是国盟成员，引起哗然。马来西亚数字通讯部就视频内容向TikTok联系，部长法米法兹表示，马来西亚网络安全局已被要求调查此事，并且评估欧盟怀疑TikTok应用程序的安全方面问题。TikTok随着澄清，该平台版主没有任何权限或访问任何形式的内容促销工具，并禁止投放政治广告。

### 日本
2023年2月27日，日本内阁官房长官松野博一宣布在处理机密信息的政府雇员使用的智能手机禁止使用TikTok。

### 加拿大
2023年2月27日，加拿大宣布禁止在所有政府颁发的移动设备上使用TikTok。
2024年11月7日，加拿大创新、科學及工業部長商鹏飞在渥太华宣布，基于国家安全审查期间出现的信息和证据，以及加拿大安全和情报界的建议，加拿大政府已下令关闭TikTok在多伦多和温哥华的两个办事处的业务。商鹏飞指出这一决定与「对国家安全的特定威胁」有关，但强调政府不会阻止加拿大人访问TikTok应用程序或剥夺他们创建内容的能力。

### 土耳其
2023年3月1日，土耳其个人数据保护委员会 （KVKK）宣布对TikTok在2021年1月隐私政策更新之前，未经许可查看儿童个人信息和收集数据，对后者处于175万里拉的罚款，并限定TikTok在1个月内將服务条款翻译成土耳其语，在3个月内使其隐私政策文本符合土耳其法律。

### 捷克
2023年3月，捷克国家网络安全监管机构将TikTok列为安全威胁，理由是中国的法律明确要求所有企业和个人与中国国家情报部门合作。

### 比利時
2023年3月10日，比利时首相宣布，禁止在联邦政府提供的手机上使用TikTok，規定暫定为期六个月。

### 澳大利亚
2022年7月，澳大利亚战略政策研究所在一份报告中表示，TikTok经常掩埋或隐藏反映政治运动的词语，包括对俄羅斯總統弗拉基米尔·普京的批评，以及大多数国家与性别、性取向或宗教有关的标签。与此同时，TikTok极力否认会配合中国政权的任何要求。同月，TikTok公司駐澳大利亞公共政策主任布倫特∙托馬斯（Brent Thomas）在回复澳大利亞影子網絡安全部長James William Paterson的質詢信函時承認TikTok在中國的員工可以查閱國際版澳大利亞客戶的數據，并表示：“我們從未將澳大利亞用戶的數據提供給中國政府，中國政府也從未要求我們提供澳大利亞用戶數據，而且即使被要求，我們也不會提供”，但澳方James William Paterson则表示，鉴于《中華人民共和國國家安全法》，TikTok可以拒绝中国政府的数据索求是非常令人難以置信的。
2023年4月，澳大利亚政府表示将在所有联邦政府的设备上移除TikTok。
2023年7月15日，在澳大利亚参议院的听证会上，TikTok数据安全主管法洛（Will Farrell）称其不知道公司总部位于哪里，并表示字节跳动中国员工可以访问到澳大利亚用户的数据，但员工只能获得完成工作所需的最低限度的访问权限，并且在获得任何访问权限之前需要获得多重批准。他拒绝回答澳大利亚用户的数据被中国员工访问频率的问题。同时，其称TikTok不在澳大利亚收集用户位置，这种行为只针对其他市场。
2024年5月29日，澳大利亚监管机构称，TikTok不存在明显违法隐私法的情况。

### 英國
2023年3月16日，英國當局決定該國的政府設備禁用TikTok。

### 纽西兰
2023年3月17日，纽西兰议会服务部首席执行官拉斐尔·冈萨雷斯-蒙特罗 (Rafael Gonzalez-Montero) 表示，在3月底禁止TikTok在所有可以访问纽西兰议会网络的设备上使用。

### 新加坡
新加坡网络安全局和智慧国及数码政府工作团指出，若非必要本地公务员不可在政府设备用TikTok。该团队要求政府发给职员使用的设备是用来处理公事，当局也清楚列明这些设备只能下载获批准的应用。设备也设定了保安配置，以维护资料。

### 越南
2023年5月起，越南政府对TikTok展开“全面调查”，以确保其遵守当地有关内容管理、税务和商业政策的规定。

### 奥地利
2023年5月，奧地利內政部長格哈德·卡纳宣布禁止公務員在公務手機上使用TikTok。

### 尼泊爾
2023年11月13日，尼泊尔政府以破坏“社会和谐”為由决定禁止TikTok。2024年8月22日，禁令取消。

### 吉爾吉斯斯坦
2024年4月18日，吉爾吉斯斯坦以需要“保護吉爾吉斯斯坦孩子們的健康”為由决定禁止TikTok。

### 科索沃
2024年6月28日，科索沃当局宣布禁止在官方设备和国家互联网网络上使用TikTok。科索沃总理阿爾賓·庫提表示，内政部提议禁止在国家机构中使用TikTok，以消除网络风险。内政部副部长巴迪尔·多布拉（Bardhil Dobra）表示，所有机构都有义务制定必要的技术限制来禁止中国的应用程序。

### 阿爾巴尼亞
阿爾巴尼亞認為tiktok“流氓”並宣布將TIKTOK从2025年1月1日起关闭一年。